# Galatea (księżyc)
Galatea (Neptun VI) – mały, nieregularny księżyc Neptuna, nazwany od Galatei, jednej z nereid z greckiej mitologii.
Galatea została odkryta w lipcu 1989 na zdjęciach zrobionych przez sondę Voyager 2. Otrzymała tymczasowe oznaczenie S/1989 N 4. 
Ma nieregularny kształt i nie wykazuje śladów jakiejkolwiek modyfikacji geologicznej. Bardzo niska gęstość tego księżyca jest związana z tym, że prawdopodobnie nie jest on jednolitą skałą, ale zlepkiem materii, utrzymywanej razem przez siły grawitacji. Orbita Galatei znajduje się wewnątrz granicy Roche’a Neptuna, przez co siły pływowe działające na ten księżyc spowodują, że pewnego dnia zostanie on rozerwany, a jego pozostałości zasilą pierścienie planety.
Również jedna z planetoid nosi nazwę (74) Galatea.